# Hasszán Jazdani
Hasszán Aliazam Jazdani Cserati (újperzsa nyelven: حسن یزدانی چراتی; Dzsujbár, 1994. december 26. –) iráni szabadfogású birkózó. A 2018-as birkózó-világbajnokságon a bronzérmet nyert 86 kg-os súlycsoportban, szabadfogásban. A 2016-os nyári olimpiai játékokon 74 kg-os súlycsoportban aranyérmet nyert szabadfogású birkózásban. Egyszeres olimpiai aranyérmes és kétszeres világbajnoki arany-, egyszeres világbajnoki ezüst- és egyszeres világbajnoki bronzérmes szabadfogású birkózó.

## Sportpályafutása
A 2018-as birkózó-világbajnokságon a 86 kg-os súlycsoport bronzéremért folytatott meccsén, szabadfogásban az orosz Dauren Kurguliev volt az ellenfele. A mérkőzésére 2018. október 21-én került sor, melyet az iráni nyert 11–5-re.
A 2019-es birkózó-világbajnokságon aranyérmet szerzett a 86 kg-os súlycsoportban. A döntőben az indiai Deepak Punia volt az ellenfele, aki egy korábbi sérülés miatt még a mérkőzés kezdete előtt feladni kényszerült a küzdelmet.